# Antimaque II
Pour les articles homonymes, voir Antimaque.
Antimaque II Nicéphore (le « Victorieux ») est un roi gréco-bactrien ayant régné d'environ 175 à 165 av. J.-C.

## Biographie
Fils d'Antimaque, il est d'abord associé à Démétrios II puis il succède à Apollodote vers 175 av. J.-C. pour le gouvernement des territoires indiens. Il se rallie à Eucratide après la victoire sur Démétrios II. Le parchemin d'Amphipolis daté de la trentième année d'Antimaque, trouvé à proximité de Bactres, le mentionne comme roi alors que la Bactriane est depuis environ 165 sous la domination d'Eucratide.

## Monnayage
Il n'existe pas de monnayage gréco-bactrien connu à son nom, en revanche son monnayage de drachmes indiennes bilingues est très abondant.

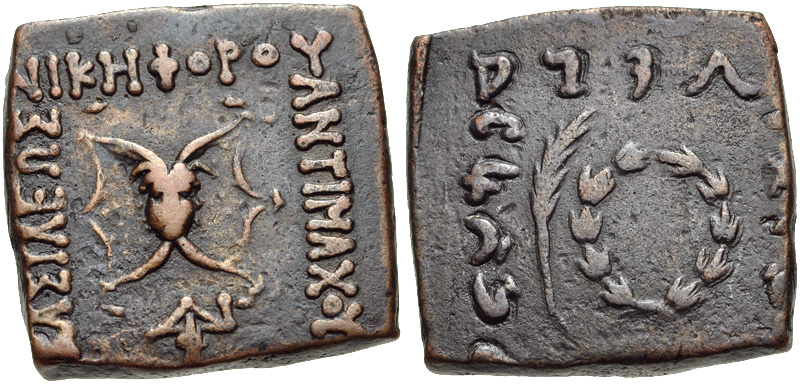
Monnaie d'Antimaque II avec une gorgone et l'inscription ΒΑΣΙΛΕΩΣ ΝΙΚΗΦΟΡΟΥ ΑΝΤΙΜΑΧΟΥ : « Du roi Victorieux Antimaque ». Au revers : une couronne de victoire et une légende en kharoshti.
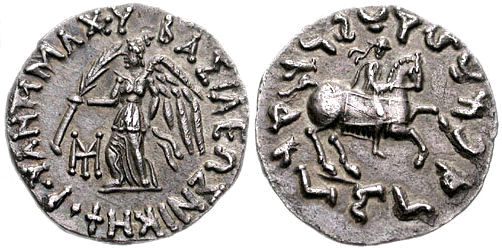
Monnaie d'Antimaque II, avec une Niké et l'inscription ΒΑΣΙΛΕΩΣ ΝΙΚΗΦΟΡΟΥ ΑΝΤΙΜΑΧΟ : « Du roi Victorieux Antimaque ». Au revers : Antimaque II sur un cheval avec une légende en kharoshti.